# Chiesa di Sant'Ambrogio (Orero)
La chiesa di Sant'Ambrogio è un luogo di culto cattolico situato nel comune di Orero, in via Ventarola, nella città metropolitana di Genova. La chiesa è sede della parrocchia omonima del vicariato della Val Fontanabuona della diocesi di Chiavari.

## Storia e descrizione
La prima citazione della chiesa è risalente in un documento del 1238. L'attuale struttura è riferita ad un ampliamento compiuto tra il 1604 e il 1610, mentre la decorazione degli interni è stata eseguita nel corso del XIX secolo.
Gli altari laterali in marmo sono stati realizzati nella seconda metà del XVIII secolo da maestranze locali. All'interno, nel presbiterio, è conservato il dipinto La cacciata di Teodosio I dal tempio e un affresco del XVI secolo della scuola pittorica di Luca Cambiaso.
Il vicino campanile è del Settecento.